# Internationale Neurenbergse Mensenrechtenprijs
De Internationale Neurenbergse Mensenrechtenprijs is een prijs die om de twee jaar wordt uitgereikt in de Duitse stad Neurenberg.

## Historische achtergrond
De internationale prijs bestaat sinds 17 september 1995, waarmee het aan een historische datum herinnert, 60 jaar eerder, toen de Rassenwetten van Neurenberg werden aangenomen. Verder eindigde ongeveer op deze datum 50 jaar eerder de Tweede Wereldoorlog.
Het idee voor de prijs ontstond in 1993 bij de opening van de Straße der Menschenrechte in Neurenberg. Met de prijs wil de stad Neurenberg een bijdrage leveren aan wereldwijde vrede en een signaal afgeven dat schendingen van de rechten van de mens nooit meer mogen voorkomen in Neurenberg. De prijs is gedoteerd met 15.000 euro.

## Prijsdragers
De prijs wordt uitgereikt aan internationale persoonlijkheden als erkenning voor hun inzet voor de mensenrechten. In het bijzonder worden onderdanen gekozen van landen waar de mensenrechten van politiek actieve mensenrechtenverdedigers gevaar lopen.
De volgende personen hebben de prijs ontvangen:
| Jaar | prijsdrager                 | land        |
| ---- | --------------------------- | ----------- |
| 1995 | Sergej Adamovitsj Kovaljov  | Rusland     |
| 1997 | Khémaïs Chammari            | Tunesië     |
| 1997 | Abie Nathan                 | Israël      |
| 1999 | Fatimata M'Baye             | Mauritanië  |
| 2001 | Samuel Ruiz García          | Mexico      |
| 2003 | Teesta Setalvad             | India       |
| 2003 | Ibn Abdur Rehman            | Pakistan    |
| 2005 | Tamara Chikunova            | Oezbekistan |
| 2007 | Eugénie Musayidire          | Rwanda      |
| 2009 | Abdolfattah Soltani         | Iran        |
| 2011 | Hollman Morris              | Colombia    |
| 2013 | Kasha Jacqueline Nabagesera | Oeganda     |
| 2015 | Amirul Haque Amin           | Bangladesh  |
| 2017 | Groep Caesar (pseudoniem)   | Syrië       |
| 2019 | Rodrigo Mundaca             | Chili       |
| 2021 | Sayragul Sauytbay           | Zweden      |